# アットバンク
アットバンク（@BΛNK）は、三井住友銀行及び西日本シティ銀行が、かつてファミリーマート店舗内に設置していた無人出張所（コンビニATM）である。

## 概要
三井住友銀行における無人出張所の展開の起源は、前身のさくら銀行が1998年度から2000年度にかけ抜本的なチャンネル改革と大胆な店舗統廃合を実施したことに伴う顧客に対する利便性確保の方途として、1999年（平成11年）3月1日、さくら銀行と首都圏と近畿圏に集中して出店していたコンビニエンスストアチェーンのam/pm（エーエム･ピーエム･ジャパン）との提携に基づき、日本IBMと共同で開発した新型ATMをさくら銀行の「コンビニバンキング」（無人出張所）として、東五反田5丁目店（東京都品川区東五反田）において設置、稼働を開始したことに始まる。
設置当初は特に愛称等は与えられていなかったが、先行設置した都内8店舗の利用状況が好調だったことから、同年7月から東京都心部を皮切りに東京都内、横浜・川崎市内、大阪府内にドミナント展開することになり、このときにATMコーナーの名称として「さくら銀行 @BΛNK」の名称が与えられた。名称の「@」には、英語の接置詞である "at" から連想される「いつでもどこでも、あなたのそばに (at) ある便利さ」、あるいはメールアドレスのローカル部とドメインを区分する "@" から「時空を超えた先進性」をイメージしたものとされた。
関西地区への展開に当たっては、さくら銀行とエーエム・ピーエム・ジャパンの2社にam/pmのエリアフランチャイジーであるエーエム・ピーエム近鉄を加えた3社提携となり、同時期に@BΛNK ATMの稼動時間24時間化・現金振込の受付に踏み切っていた。また、九州地区への展開に当たっては、am/pmのエリアフランチャイジーであるジェイアール九州リーテイルおよび地場の第二地方銀行である福岡シティ銀行（当時）を含めた4社提携により、九州内のam/pm店舗にさくら銀行と福岡シティ銀行の共同出張所の形で@BΛNKを展開していた。
さくら銀行は2001年4月に住友銀行と合併し三井住友銀行となり、福岡シティ銀行は2004年10月に西日本銀行に吸収合併され、西日本シティ銀行となったが、アットバンクのサービスは共に合併後の新銀行に承継されていた。2007年10月より、一部東京都内及び横浜市内のドコモショップ3店舗にも設置され。また、三井住友銀行傘下にあるSMBC日興証券営業店舗においても、順次設置されていた。
2010年3月1日にam/pmの日本法人であるエーエム・ピーエム・ジャパンがファミリーマートに吸収合併され、2011年12月10日までに日本国内のam/pm店舗は閉店またはファミリーマートへ店舗転換したが、アットバンクについては大分・熊本各県内の旧am/pmからファミリーマートへの転換店舗を除いて存置されていた。このうち、関東・関西地区設置分のアットバンクは、契約満了に伴い2014年11月4日から順次ゆうちょ銀行ATMへ転換し、2015年3月31日に@BΛNKのサービスを終了した。また西日本シティ銀行が設置する分についても、その後、アットバンクの呼称を取り止め、さらに2016年頃にゆうちょ銀行ATMに転換した。
なお、「@BΛNK」の名称は当初コンビニATMの名称だけではなく、「新型総合口座・ATM・リモートバンキング」といったリテールサービスを一括りで表す用語としたが、コンビニATMを示す用語に定着していた。競合するイーネットは1999年11月に、アイワイバンク銀行やLANsは2001年から事業を開始したため、@BΛNKの取り組みは先駆的であった。

## am/pmと旧さくら銀行の関係
エーエム・ピーエム・ジャパンを設立し、2004年まで親会社であったジャパンエナジー（現・ENEOS）は歴史的経緯から春光会に属しており、みずほグループ（興銀グループ）の一社である（JXTGエネルギーの直接の前身である新日石は芙蓉系に近いが、日石時代に三菱石油を吸収しているため三菱の系譜もある）が、1999年にam/pmがさくら銀行と提携した事に伴い、am/pmジャパンは同行との関わりを通じて、2000年度にさくらローンパートナー・ジャパンネット銀行へ出資している。
また、@LoanBoxの設置（2005年に資本構成の変化により撤退）や、2001年1月からソニーグループ（三井グループと親密）がさくら銀行と共同で実施していたEdy!の実用化テストに参画し、コンビニチェーンでは先陣を切って2001年11月に電子マネー『Edy』の導入を実現させた。
なお、三井住友銀行は後にエーエム・ピーエム・ジャパンへ出資している。

## 取扱サービス
上述のとおり、別会社が設立された他のコンビニATMと異なり「既存金融機関の無人出張所」として設置されているため、カードのみの取扱いとなり通帳によるサービスは受け付けないこと、税金・各種料金の払い込みが出来ないこと、収受は紙幣に限定されること（おつりが硬貨で払い出しされる）などを除けば基本的に三井住友銀行の本支店ATMサービスに準じていた。
一方、深夜・早朝時間帯は本支店ATMでは現金収受を伴う取引は受け付けないが、アットバンクではこれらも24時間受付を行っていたほか、ポストペイ型おサイフケータイサービス「iD」によるキャッシングを行う事も可能（NTTドコモのDCMX（iD）および三井住友カードの三井住友カードiDのみ対応）となっていた。
なお、福岡県内のアットバンクは西日本シティ銀行の店舗外ATMと同等の扱いとなり、24時間取引は西日本シティ銀行のキャッシュカードによる平日のみの扱いとなり、生体認証キャッシュカードの生体認証取引にも対応していないなど、サービスが大きく異っていた。

## 看板
am/pmでは店看板付近に「@BΛNK」、@LoanBox設置店は「@Loan」の設置を示す小看板を併せて掲示し、さくら銀行時代はコーポレートカラーのワインレッド色を地に白抜き文字で「行章）さくら銀行／@BΛNK」というデザインであったが、三井住友銀行発足後は、上段に同行のコーポレートカラーである若草色を地に「行章）SMBC Sumitomo Mitsui Banking Corporation」、下段に白地で濃緑色で「三井住友銀行」（ロゴタイプ）という2段構成のデザインに改められた。
また、am/pmの路上サインボードには「@BΛNK　三井住友銀行　ジャパンネット銀行のキャッシュカードがご利用いただけます。」と表記されていた。
なお、福岡地区では上記とは異なっていた。

## 設置拠点
2011年現在、三井住友銀行管理機が663箇所（2011年6月末現在）、西日本シティ銀行管理のアットバンクが68台（2011年10月末現在） 設置していた。